# لوسیانو کاسترو
لوسیانو کاسترو (انگلیسی: Luciano Castro; ۱۶ مارس ۱۹۷۵) بازیگر اهل آرژانتین بود.